# سیارک ۲۰۵۹۱
سیارک ۲۰۵۹۱ (به انگلیسی: 20591 Sameergupta، نامگذاری:1999RC177) بیست هزار و پانصد و نود و یکمین سیارک کشف شده‌است که در ۹ سپتامبر ۱۹۹۹ کشف شد.
قدر مطلق سیارک برابر ۱۴.۱ است.